# رسدورف (موکرن)
رسدورف (به آلمانی: Reesdorf) یک منطقهٔ مسکونی در آلمان است که در موکرن واقع شده‌است. رسدورف ۱۶۳ نفر جمعیت دارد.